# Большой Панас
Большой Панас — река в России, протекает по Нижневартовскому району Ханты-Мансийского АО. Устье реки находится в 424 км от устья реки Вах по правому берегу. Длина реки составляет 55 км, площадь водосборного бассейна — 400 км². В 6 км от устья впадает безымянный правый приток.

## Данные водного реестра
По данным государственного водного реестра России относится к Верхнеобскому бассейновому округу, водохозяйственный участок реки — Вах, речной подбассейн реки — бассейн притоков (Верхней) Оби от Васюгана до Ваха. Речной бассейн реки — (Верхняя) Обь до впадения Иртыша.
Код объекта в государственном водном реестре — 13011000112115200038927.